# Dipteretrum bicolor
Dipteretrum bicolor är en kackerlacksart som först beskrevs av Kirby, W. F. 1900.  Dipteretrum bicolor ingår i släktet Dipteretrum och familjen småkackerlackor. Inga underarter finns listade i Catalogue of Life.